# معبد شوکوکو
معبد شوکوکو (به ژاپنی: 相国寺 Shōkoku-ji) یک معبد بودایی در شمال کیوتو است که توسط آشیکاگا یوشی‌میتسو در سال ۱۳۸۲ میلادی ساخته شده‌است.